# 半山遺址
半山遺址是位於中國甘肅广河县半山區的一個考古遺址，該遺址屬於馬家窑文化半山類型，半山類型即以此遺址來命名，該遺址最早在1924年被發現，推估年代大約在西元前2500年前後。
半山遺址位於洮河河岸的河階地上，其中包括數個距離2公里以內的據點，包括瓦罐嘴附近的居住地、瓦罐嘴墓地、半山墓地、邊家溝墓地、王家溝墓地和半山以南瓦罐嘴以東的一個墓地。半山遺址最著名的文物是被稱作半山陶器的陶罐，特色為紅底黑色裝飾，有幾何圖案式的紋樣，也有人、魚、鳥的圖案，多作為隨葬品，但亦有用於日常生活。